# 连山镇
连山镇，是中华人民共和国四川省德阳市广汉市下辖的一个乡镇级行政单位。2019年12月，撤销松林镇，将其所属行政区域划归连山镇管辖。

## 行政区划
连山镇下辖以下地区：
镇社区、光辉村、清河村、川江村、石梯村、双堰村、五一村、乌木村、锦花村、沙堆村、柳堰村、福寿村、涌泉村、齐心村、石门村、龙泉村和桔红村。